# Jinniu-Straße

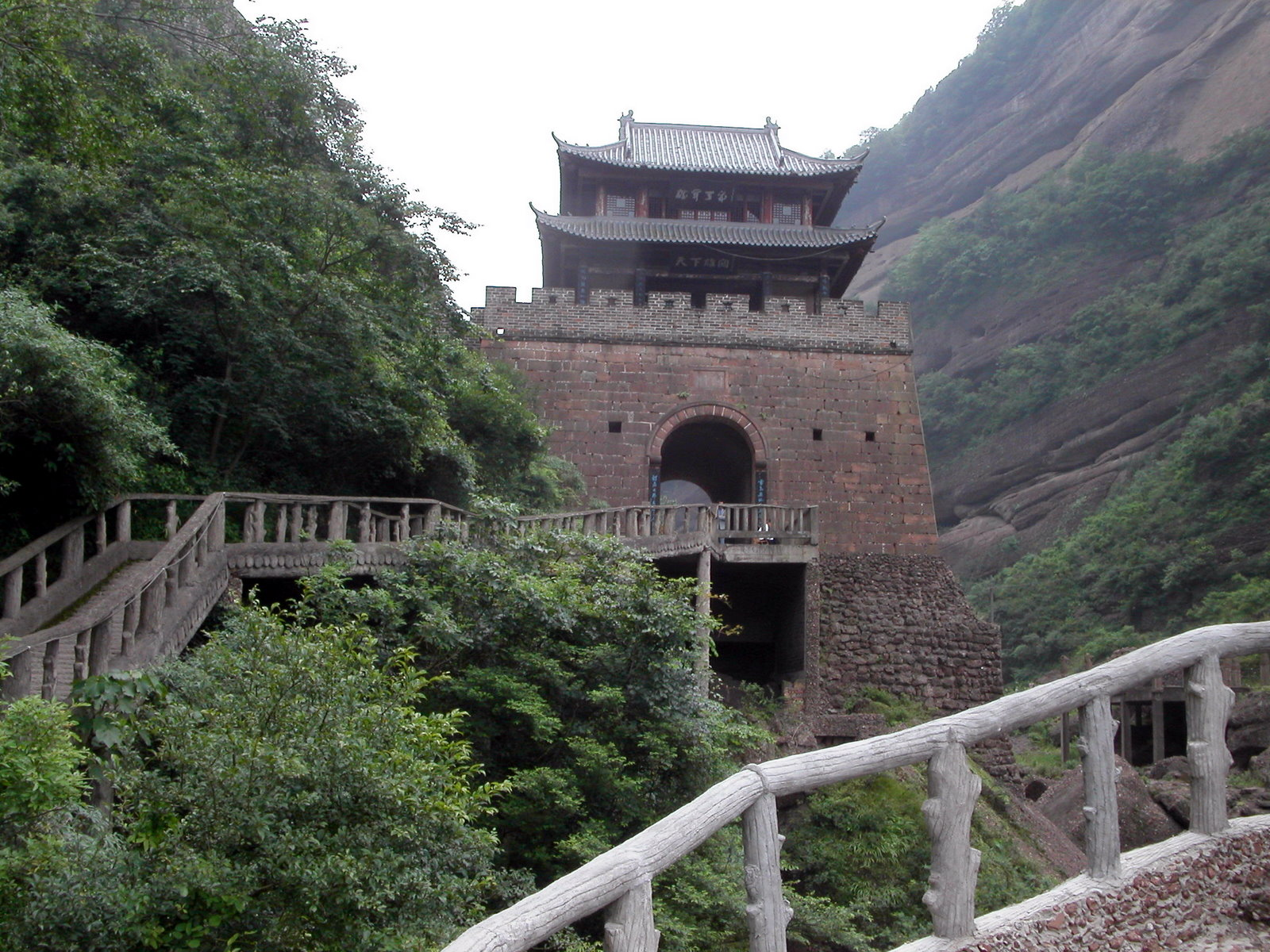
Passtor Jianmen am Jianmen-Pass in Guangyuan, Sichuan

Die Jinniu-Straße (chinesisch 金牛道, Pinyin Jīnniú dào, W.-G. Chin-niu Tao – „Straße des Goldenen Ochsen“) oder Shiniu-Straße (石牛道,  Shíniú dào,  Shih-niu Tao – „Steinochsenstraße“) sind alternative Namen für eine der alten Shu-Straßen, die von Hanzhong aus über das Gebirge Daba Shan führt. Vom Südwesten des Kreises Mian in Shaanxi führt sich über den Gebirgskamm Qipan Ling nach Sichuan.
Der Weg über die Chaotian-Poststation und den Jianmen-Pass war ein wichtiger alter Verkehrsweg zwischen Hanzhong und Ba-Shu.
Der Tradition zufolge wollte, kurz zusammengefasst, König Huiwen von Qin in der Zeit der Streitenden Reiche den Staat Shu angreifen, doch der Weg über das Gebirge war zu gefährlich, und er griff zu einer List. Er ließ fünf Steinochsen anfertigen, unter deren Hinterteil er nachts heimlich Gold verstreuen ließ, so dass sich das Gerücht verbreitete, dass sie Gold ausscheiden würden. Als der König von Shu davon erfuhr, war er begierig danach, und der König von Qin schenkte sie ihm. Darauf befahl der König von Shu, für ihren Transport eine Straße dorthin zu bauen. Über die fertiggestellte Straße eroberte der König von Qin dann den Staat Shu. Die Bezeichnung „Steinochse“ bzw. „Goldochse“ im Namen der Straße rührt daher.

## Denkmal
Die Shu-Straßen-Stätte des Passtores Jianmen am Jianmen-Pass in Guangyuan, Sichuan, aus der Zeit der Streitenden Reiche bis Qing-Dynastie steht seit 2006 auf der Liste der Denkmäler der Volksrepublik China (6-181).

## Verschiedenes
Die Bezeichnung Shiniu-Straße ist anderen Angaben zufolge eine andere Bezeichnung für die Shu-Straße namens Baoye.